# Equipes internacionais nos Jogos Olímpicos de Inverno da Juventude de 2012
As equipes internacionais representaram várias nações, de acordo com o Comitê Olímpico Nacional, com diferentes atletas nos Jogos Olímpicos de Inverno da Juventude de 2012, realizados em Innsbruck, Áustria.